# Pausa (Peru)
Pausa – miasto w Peru, w regionie Ayacucho, stolica prowincji Paucar del Sara Sara. W 2008 liczyło 2 395 mieszkańców.